# Benedikt Gerken
Benedikt Gerken (* 4. Februar 2001) ist ein deutscher Volleyballspieler.

## Karriere
Gerken begann seine Karriere beim TV Baden. Im Alter von fünfzehn Jahren ging er zum VC Olympia Berlin. Mit dem Nachwuchsverein spielte er 2019/20 in der Zweiten Liga Nord. Danach kehrte er zurück zum TV Baden. Mit den Badenern war er zwei weitere Jahre in der Zweiten Liga aktiv. Nach der Saison 2021/22 musste sich der TV Baden aus der Liga zurückziehen. Gerken wechselte daraufhin zum Ligakonkurrenten VC Bitterfeld-Wolfen. In der Saison 2022/23 schaffte der Verein als Tabellendritten den Aufstieg in die erste Liga. Im DVV-Pokal 2023/24 unterlag Bitterfeld-Wolfen im Viertelfinale gegen die SVG Lüneburg. In der Bundesliga erreichte der Verein als Tabellensiebter die Playoffs.